# Андора на Светском првенству у атлетици на отвореном 2019.
Андора је на 17. Светском првенству у атлетици на отвореном 2019.  одржаном у Дохи од 27. септембра до 6. октобра учествовала је тринаести пут. Репрезентацију Андоре представљао је један атлетичар који се такмичио у трчању на 800 м ,.
На овом првенству представник Андоре није освојио ниједну медаљу, нити је оборен неки рекорд.

## Учесници
Мушкарци:
- Пол Моја — 800 м

## Резултати

### Мушкарци
| Атлетичар | Дисциплина | Лични рекорд | Квалификације | Квалификације | Полуфинале           | Полуфинале           | Финале               | Финале       | Детаљи |
| Атлетичар | Дисциплина | Лични рекорд | Резултат      | Место         | Резултат             | Место                | Резултат             | Место        | Детаљи |
| --------- | ---------- | ------------ | ------------- | ------------- | -------------------- | -------------------- | -------------------- | ------------ | ------ |
| Пол Моја  | 800 м      | 1:46,96 НР   | 1:48,52       | 6. у гр. 3    | Није се квалификовао | Није се квалификовао | Није се квалификовао | 37 / 44 (46) |        |